# Paraguay en los Juegos Olímpicos
Paraguay en los Juegos Olímpicos está representado por el Comité Olímpico Paraguayo, creado en 1970 y reconocido por el Comité Olímpico Internacional en el mismo año.
Paraguay ha participado en 12 ediciones de los Juegos Olímpicos de Verano, la primera presencia de la delegación paraguaya en estos Juegos tuvo lugar en México 1968. La selección masculina de fútbol logró la única medalla olímpica del país en las ediciones de verano, al obtener la medalla de plata en Atenas 2004.
En los Juegos Olímpicos de Invierno Paraguay ha participado en una sola edición, Sochi 2014, sin conseguir ninguna medalla.

## Medallero

### Juegos Olímpicos de Verano
| México 1968         | 0            | 0 | 0 | 0 | 1  | -  |   |       |   |   |   |   |   |     |
| Múnich 1972         | 0            | 0 | 0 | 0 | 3  | -  |   |       |   |   |   |   |   |     |
| Montreal 1976       | 0            | 0 | 0 | 0 | 4  | -  |   |       |   |   |   |   |   |     |
| Moscú 1980          | No participó |   |   |   |    |    |   |       |   |   |   |   |   |     |
| Los Ángeles 1984    | 0            | 0 | 0 | 0 | 14 | -  |   |       |   |   |   |   |   |     |
| Seúl 1988           | 0            | 0 | 0 | 0 | 10 | -  |   |       |   |   |   |   |   |     |
| Barcelona 1992      | 0            | 0 | 0 | 0 | 27 | -  |   |       |   |   |   |   |   |     |
| Atlanta 1996        | 0            | 0 | 0 | 0 | 7  | -  |   |       |   |   |   |   |   |     |
| Sídney 2000         | 0            | 0 | 0 | 0 | 5  | -  |   |       |   |   |   |   |   |     |
| Atenas 2004         | 0            | 1 | 0 | 1 | 23 | 65 |   |       |   |   |   |   |   |     |
| Pekín 2008          | 0            | 0 | 0 | 0 | 6  | -  |   |       |   |   |   |   |   |     |
| Londres 2012        | 0            | 0 | 0 | 0 | 8  | -  |   |       |   |   |   |   |   |     |
| Río de Janeiro 2016 | 0            | 0 | 0 | 0 | 11 | -  |   |       |   |   |   |   |   |     |
| Tokio 2020          | 0            | 0 | 0 | 0 | 8  | -  |   |       |   |   |   |   |   |     |
| París 2024          | 0            | 0 | 0 | 0 | 25 | -  | - | TOTAL | 0 | 1 | 0 | 1 | - | 127 |

### Juegos Olímpicos de Invierno
| Evento           | Oro          | Plata | Bronce | Total | Atletas | Ranking |
| ---------------- | ------------ | ----- | ------ | ----- | ------- | ------- |
| Sochi 2014       | 0            | 0     | 0      | 0     | 1       | -       |
| Pyeongchang 2018 | No participó |       |        |       |         |         |
| Pekín 2022       | No participó |       |        |       |         |         |
| TOTAL            | 0            | 0     | 0      | 0     | -       | -       |

### Por deporte
Deportes de verano
| Evento | Oro | Plata | Bronce | Total |
| ------ | --- | ----- | ------ | ----- |
| Fútbol | 0   | 1     | 0      | 1     |
| TOTAL  | 0   | 1     | 0      | 1     |

## Participaciones
| Evento    | Atletas      | Atletas      | Atletas      | Abanderado                              | Deportes     | Deportes     | Deportes     | Deportes     | Deportes     | Deportes     | Deportes     | Deportes     | Deportes     | Deportes     | Deportes      | Deportes     | Medallas     | Medallas     | Medallas     | Medallas     | Ranking      |
| Evento    | Atletas      | Hombres      | Mujeres      | Abanderado                              | Esgrima      | Atletismo    | Tiro         | Natación     | Judo         | Boxeo        | Tenis        | Fútbol       | Vela         | Remo         | Tenis de mesa | Golf         |              |              |              | Total        | Ranking      |
| --------- | ------------ | ------------ | ------------ | --------------------------------------- | ------------ | ------------ | ------------ | ------------ | ------------ | ------------ | ------------ | ------------ | ------------ | ------------ | ------------- | ------------ | ------------ | ------------ | ------------ | ------------ | ------------ |
| 1896–1964 | No participó | No participó | No participó | No participó                            | No participó | No participó | No participó | No participó | No participó | No participó | No participó | No participó | No participó | No participó | No participó  | No participó | No participó | No participó | No participó | No participó | No participó |
| 1968      | 1            | 1            | 0            |                                         | 1            |              |              |              |              |              |              |              |              |              |               |              |              |              |              |              |              |
| 1972      | 3            | 3            | 0            | Arnulfo Ruben Becker                    |              | 2            | 1            |              |              |              |              |              |              |              |               |              |              |              |              |              |              |
| 1976      | 4            | 4            | 0            | Julio Abreu                             | 1            | 1            | 1            | 1            |              |              |              |              |              |              |               |              |              |              |              |              |              |
| 1980      | No participó | No participó | No participó | No participó                            | No participó | No participó | No participó | No participó | No participó | No participó | No participó | No participó | No participó | No participó | No participó  | No participó | No participó | No participó | No participó | No participó | No participó |
| 1984      | 14           | 14           | 0            | Max Narváez                             |              | 5            | 6            |              | 1            | 2            |              |              |              |              |               |              |              |              |              |              |              |
| 1988      | 10           | 10           | 0            | Ramón Jiménez-Gaona                     | 2            | 3            |              |              | 1            | 2            | 2            |              |              |              |               |              |              |              |              |              |              |
| 1992      | 27           | 24           | 3            | Ramón Jiménez Gaona                     | 2            | 3            |              | 2            | 1            |              | 2            | 17           |              |              |               |              |              |              |              |              |              |
| 1996      | 7            | 6            | 1            | Ramón Jiménez Gaona                     | 1            | 2            |              | 2            | 1            |              |              |              | 1            |              |               |              |              |              |              |              |              |
| 2000      | 5            | 2            | 3            | Nery Kennedy                            |              | 2            |              | 2            |              |              | 1            |              |              |              |               |              |              |              |              |              |              |
| 2004      | 22           | 20           | 2            | Rocío Rivarola                          |              | 2            |              | 1            |              |              |              | 17           |              | 2            |               |              |              | 1            |              | 1            | 65           |
| 2008      | 7            | 3            | 4            | Víctor Fatecha                          |              | 2            | 1            | 2            |              |              |              |              | 1            |              | 1             |              |              |              |              |              |              |
| 2012      | 8            | 4            | 4            | Ben Hockin                              |              | 1            |              | 2            | 1            |              | 1            |              |              | 1            | 1             |              |              |              |              |              |              |
| 2016      | 11           | 6            | 5            | Julieta Granada                         |              | 2            | 1            | 2            |              |              | 1            |              |              | 2            | 1             | 2            |              |              |              |              |              |
| 2020      | 8            | 5            | 3            | Fabrizio Zanotti y Verónica Cepede Royg |              | 2            |              | 2            |              |              | 1            |              |              | 1            |               | 1            |              |              |              |              |              |
| 2024      | 28           | 22           | 6            | Fabrizio Zanotti y Alejandra Alonso     |              | 1            |              | 2            | 1            |              |              | 18           |              | 2            |               | 1            |              |              |              |              |              |
| Total     | Total        | Total        | Total        | Total                                   | Total        | Total        | Total        | Total        | Total        | Total        | Total        | Total        | Total        | Total        | Total         | Total        | 0            | 1            | 0            | 1            | 127          |